# Paul De Groote
Paul Hubert Marie De Groote (Brussel, 13 oktober 1905 - Ukkel, 23 februari 1997) was een Belgisch minister en politicus.

## Levensloop

### Vroege carrière
Na zijn middelbare school vanaf 1917 in het Atheneum van Brussel, promoveerde Paul De Groote in 1926 tot handelsingenieur aan de École de Commerce Solvay. Hij vervulde zijn militaire dienstplicht en begon zijn carrière bij UNATRA, de Nationale unie van de binnenscheepvaart in Belgisch Congo, waar hij de leiding had over de afdeling operaties.
Vervolgens trad hij toe tot OTRACO, het Bureau voor de uitbating van het koloniaal transport en werd secretaris-generaal van het Coördinatiecomité van het koloniale vervoer per spoor, weg, water en lucht. Met zijn ervaring werd hij in 1935 tot lector voor het onderwijs van "Transporttechnologie" aan de École de Commerce Solvay.

### In deTweede Wereldoorlog
Na zijn benoeming tot bijzonder hoogleraar in 1941 trad hij toe tot de Groep G, een verzetsgroep die in verband stond met de Vrije Universiteit Brussel. Zijn werk in het verzet was zeer divers: rapporten betreffende transport naar Londen en monetaire transacties. Bij de bevrijding werd Paul De Groote voorzitter van het Bureau voor de controle van het transport en daarna van de Europese organisatie voor het vervoer over land.

### Politiek
In 1947 vroeg Camille Huysmans hem om de leiding op zich te nemen van het Ministerie van Nationale Wederuitrusting. Het volgend jaar werd hij minister van Economische Coördinatie, een functie die hij bekleedde tot 1949. Van 1949 tot 1952 zetelde hij voor de Belgische Socialistische Partij als gecoöpteerd senator in de Belgische Senaat.
De “Centra-De Groote”, die naar hem werden vernoemd, werden opgericht op basis van een besluitwet die hij uitwerkte en van kracht werd op 30 januari 1947. Deze centra waren een van de kroonjuwelen ter bevordering van het bedrijfsleven. Deze wet liet toe aan de sector-federaties om dergelijke centra op te richten ter bevordering van het industrieel collectief onderzoek. Tot op heden zijn een 10-tal collectieve centra actief, waaronder WTCB, Centexbel, Sirris, OCW, WTOCD, etc. Deze zijn verenigd in de unie van de collectieve centra (UCRC).

### Bestuursfuncties
Vanaf 1946 was hij lid van de raad van bestuur van de Vrije Universiteit Brussel, waarvan hij voorzitter was van 1952 tot 1958. Als voorzitter van de Centrale Raad van de economie in 1955 onderhandelde hij over de compensaties als gevolg van de nationalisatie van de Belgische activa in Syrië en Egypte. Het jaar daarop werd hij vicevoorzitter van de Nationale Commissie voor de studie van het vreedzame gebruik van kernenergie en in 1957 werd hij vicevoorzitter van het Centrum voor de Studie van de Kernenergie (SCK).
In 1958 aanvaardde hij het ambt van commissaris bij de Commissie van de Europese Gemeenschap voor Atoomenergie (Euratom). Tot 1967 beheerde hij de kwesties in verband met het onderzoek, de industrie en de verspreiding van kennis.
Hij was onder meer lid van de besturen van 
- het Théatre national de Belgique,
- het Belgisch Comité van de Europese Liga voor Economische Samenwerking,
- de Hoover Stichting,
- het Centrum voor studie van de economische groei.

Hij was bestuurder van:
- de Union Chimique du Katanga.
- de Cimenteries du Katanga (vicevoorzitter)
- het Betonconstructiebedrijf van Katanga.